# Bahidsch al-Chatib

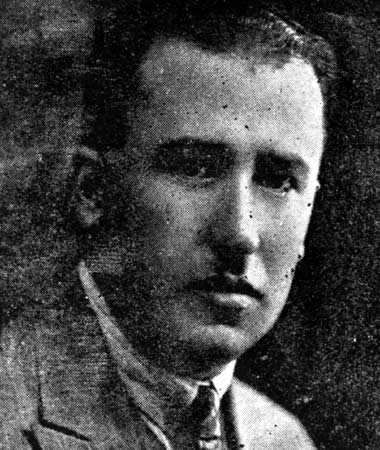
Bahidsch al-Chatib

Bahidsch Bey al-Chatib (französisch Bahij el-Khatib, arabisch بهيج الخطيب, DMG Bahīǧ al-Ḫaṭīb; * 1895 in Damaskus, Vilâyet Syrien; † 1981 ebenda) war ein syrischer Händler und Politiker.
Der noch unter der osmanischen Herrschaftszeit geborene Sunnit erhielt seine Bildung am Libanonberg und arbeitete in Beirut als Ölverkäufer, bevor er in die Politik ging. Vom 10. Juli 1939 bis zum 16. September 1941 war Bahidsch Bey das von Frankreich ernannte syrische Staatsoberhaupt. Er war äußerst loyal und zuverlässig gegenüber der andauernden französischen Verwaltung und lehnte jegliches Streben nach Unabhängigkeit ab.
| Personendaten    | Personendaten            |
| ---------------- | ------------------------ |
| NAME             | Chatib, Bahidsch al-     |
| ALTERNATIVNAMEN  | el-Khatib, Bahij         |
| KURZBESCHREIBUNG | syrischer Präsident      |
| GEBURTSDATUM     | 1895                     |
| GEBURTSORT       | Damaskus, Vilâyet Syrien |
| STERBEDATUM      | 1981                     |
| STERBEORT        | Damaskus, Vilâyet Syrien |